# Peter Balakian

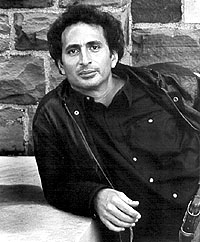
Peter Balakian

Peter Balakian (ur. 1951) – amerykańsko-ormiański pisarz i naukowiec. Mieszka w Teaneck and Tenafly, w stanie New Jersey. Profesor Bucknell University. Wykładowca na Colgate University w Hamilton, w stanie Nowy Jork. W 2016 otrzymał Nagrodę Pulitzera w dziedzinie poezji za tomik Ozone Journal.